# Мэнские национальные глены

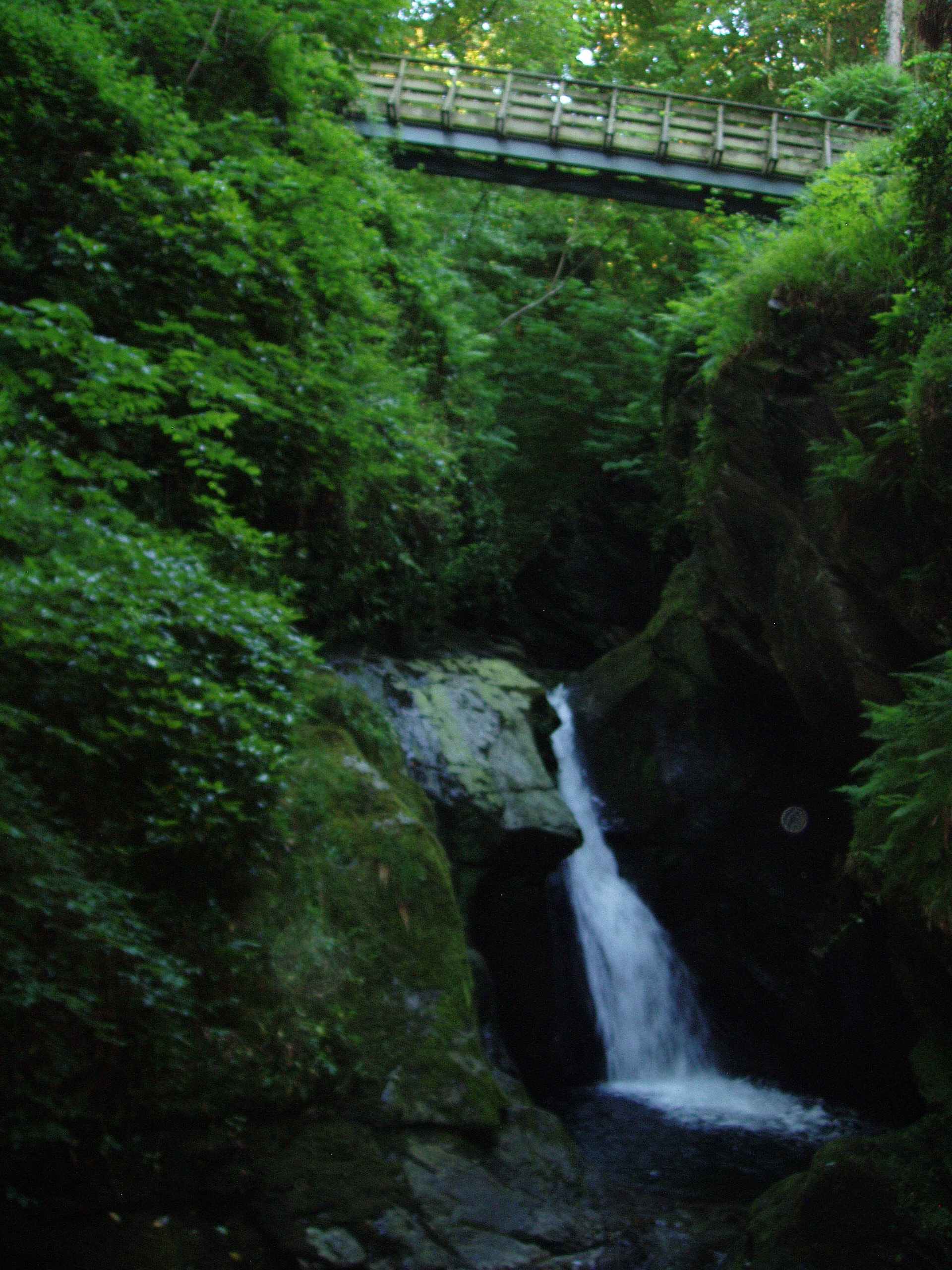
Водопад в Glen Maye

Мэнские национальные глены (англ. Manx National Glens, мэн. Glionteeyn Ashoonagh Vannin) — восемнадцать гленов, признанных важными достопримечательностями правительством Острова Мэн. Все восменадцать национальных гленов кругологодично открыты для посещения широкой публикой, в них проложены туристические тропы. Глен (термин кельтского происхождения, употребляется в исторически кельтских регионах) — вид узких долин или оврагов, распадков. Помимо восемнадцать «признанных», на острове есть много других гленов.
Список:
- Ballaglass Glen
- Ballure Walk
- Bishopscourt Glen
- Bradda Glen and Headland
- Colby Glen
- Dhoon Glen
- Elfin Glen & Claughbane Woods
- Glen Helen
- Glen Maye
- Glen Mooar
- Glen Wyllin
- Groudle Glen
- Laxey Glen
- Lhergy Frissel
- Molly Quirk’s Glen & Bibaloe Walk
- Port Soderick Glen
- Silverdale Glen
- Tholt-y-Will Glen